# Kanigowo
Kanigowo [kaɲiˈgɔvɔ] (deutsch Kandien, auch Candien) ist eine Ortschaft in der Gmina Nidzica (Stadt- und Landgemeinde Neidenburg) im Powiat Nidzicki  (Kreis Neidenburg) in der polnischen Woiwodschaft Ermland-Masuren.

## Geographische Lage
Die Ortschaft liegt in der historischen Region Ostpreußen, fünf Kilometer südlich der Kreisstadt Nidzica (deutsch Neidenburg) und 52 Kilometer südlich der Woiwodschaftshauptstadt Olsztyn (Allenstein).

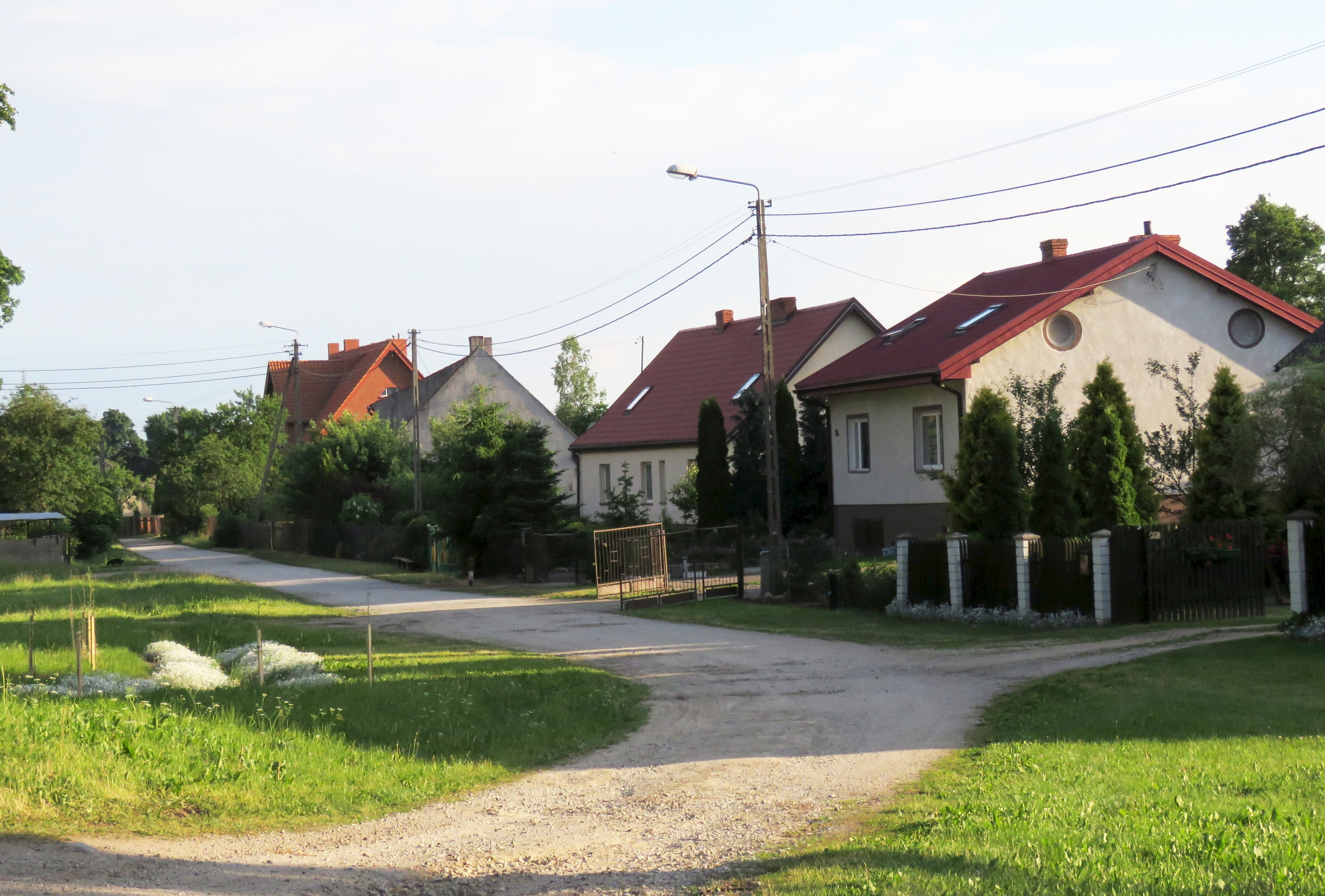
Dorfstraße in Kanigowo

## Geschichte

### Ortsname
Die Bedeutung des prußischen Namen ist unklar, dürfte sich aber auf Ungeziefer wie Motten, Milben und sonstige bissige Geschöpfe beziehen.

### Ortsgeschichte
Die erste urkundliche Erwähnung des Ortes erfolgte 1371 als Canegaw, 1496 als Candien. Bereits im 15. Jahrhundert war Kandien Mittelpunkt eines Kirchspiels. Im Jahr 1785 wird Candien  als ein kölmisches  Dorf mit einer Kirche und 21 Feuerstellen (Haushaltungen) bezeichnet, das zum landrätlichen Kreis und Domänenamtsbezirk Neidenburg gehört.
Am 28. Mai 1874 wurde Candien Amtsdorf und damit namensgebend für einen Amtsbezirk, der bis 1945 bestand und zum Kreis Neidenburg im Regierungsbezirk Königsberg (ab 1905: Regierungsbezirk Allenstein) in der preußischen Provinz Ostpreußen gehörte.
Aufgrund der Bestimmungen des Versailler Vertrags stimmte die Bevölkerung im Abstimmungsgebiet Allenstein, zu dem Kandien gehörte, am 11. Juli 1920 über die weitere staatliche Zugehörigkeit zu Ostpreußen (und damit zu Deutschland) oder den Anschluss an Polen ab. In Kandien stimmten 213 Einwohner für den Verbleib bei Ostpreußen, auf Polen entfielen keine Stimmen.
Am 1. Oktober 1935 wurde Kandien teilweise in das Dorf Olschau (polnisch Olszewo) eingegliedert, das am 16. Juli 1938 in „Struben“ umbenannt wurde.
Im Jahr 1945 gehörte Kandien zum Landkreis Neidenburg im Regierungsbezirk Allenstein der Provinz Ostpreußen des Deutschen Reichs.
Gegen Ende des Zweiten Weltkriegs wurde Kandien
im Januar 1945  von  der Roten Armee besetzt. Im Sommer 1945 wurde Kandien zusammen mit der südlichen Hälfte Ostpreußens von der sowjetischen Besatzungsmacht unter polnische Verwaltung gestellt. In der Folgezeit wurden die deutschen Dorfbewohner von der örtlichen polnischen Verwaltungsbehörde aus Kandien vertrieben.
Kanigowo ist heute ein Schulzenamt (polnisch Sołectwo) und eine Ortschaft im Verbund der Gmina Nidzica im Powiat Nidzicki, bis 1998 der Woiwodschaft Olsztyn, seither der Woiwodschaft Ermland-Masuren zugehörig. Im Jahre 2011 zählte Kanigowo 265 Einwohner.

### Amtsbezirk Kandien (Candien), 1874–1945
Zum Amtsbezirk Candien gehörten im Jahre 1874 bei seiner Errichtung 13 Landgemeinden bzw. Gutsbezirke. Am Ende waren es aufgrund struktureller Veränderungen noch elf:
| Deutscher Name        | Geänderter Name 1938 bis 1945 | Polnischer Name      | Bemerkungen                                        |
| --------------------- | ----------------------------- | -------------------- | -------------------------------------------------- |
| Alt Borowen           | Seinsheim                     | Stare Borowe         | 1893 nach Schimiontken eingemeindet                |
| Gniadtken             | Grenzhof                      | Gniadki              |                                                    |
| Kandien (Candien)     |                               | Kanigowo             |                                                    |
| Königlich Kamiontken  | (ab 1931:) Steinau            | Kamionka             |                                                    |
| Neidenburg, Schloßgut |                               |                      | 1928 in die Stadtgemeinde Neidenburg eingegliedert |
| Neidenburg, Vorwerk   |                               |                      | nach 1893 zur Stadtgemeinde Neidenburg             |
| Pawlicken             | Palicken                      | Pawliki              |                                                    |
| Sablotschen           | Winrichsrode                  | Zabłocie Kanigowskie |                                                    |
| Saffronken            |                               | Safronka             |                                                    |
| Sagsau                |                               | Zagrzewo             | 1928 nach Schimiontken eingegliedert               |
| Sbylutten             | Billau                        | Zbyluty              |                                                    |
| Schimiontken          | (ab 1928:) Sagsau             | Siemiątki            |                                                    |
| Willuhnen             |                               | Wiłunie              | 1936 nach Saffronken eingemeindet                  |

Als am 10. Januar 1920 der Amtsbezirk Bialutten (polnisch Białuty) an Polen abgetreten wurde, wurden die Landgemeinden Krokau (polnisch Krokowo), Napierken (1938 bis 1945 Wetzhausen (Ostpr.), polnisch Napierki) und Wolla (1938 bis 1945 Grenzdamm, polnisch Wola) in den Amtsbezirk Kandien umgegliedert.
Am 1. Januar 1945 bildeten die Gemeinden Billau, Grenzdamm, Grenzhof, Kandien, Krokau, Palicken, Saffronken, Sagsau, Steinau, Wetzhausen (Ostpr.) und Winrichsrode den Amtsbezirk Kandien.

### Bevölkerungsentwicklung
| Jahr | Einwohner | Anmerkungen                                            |
| ---- | --------- | ------------------------------------------------------ |
| 1816 | 0 85      | [ 10 ]                                                 |
| 1852 | 178       | [ 11 ]                                                 |
| 1858 | 185       | davon 172 Evangelische und 13 Katholiken (keine Juden) |
| 1910 | 305       | [ 13 ]                                                 |
| 1933 | 413       | [ 8 ]                                                  |
| 1939 | 407       | [ 8 ]                                                  |
| 2011 | 265       | [ 1 ]                                                  |

## Kirche

### Kirchengebäude

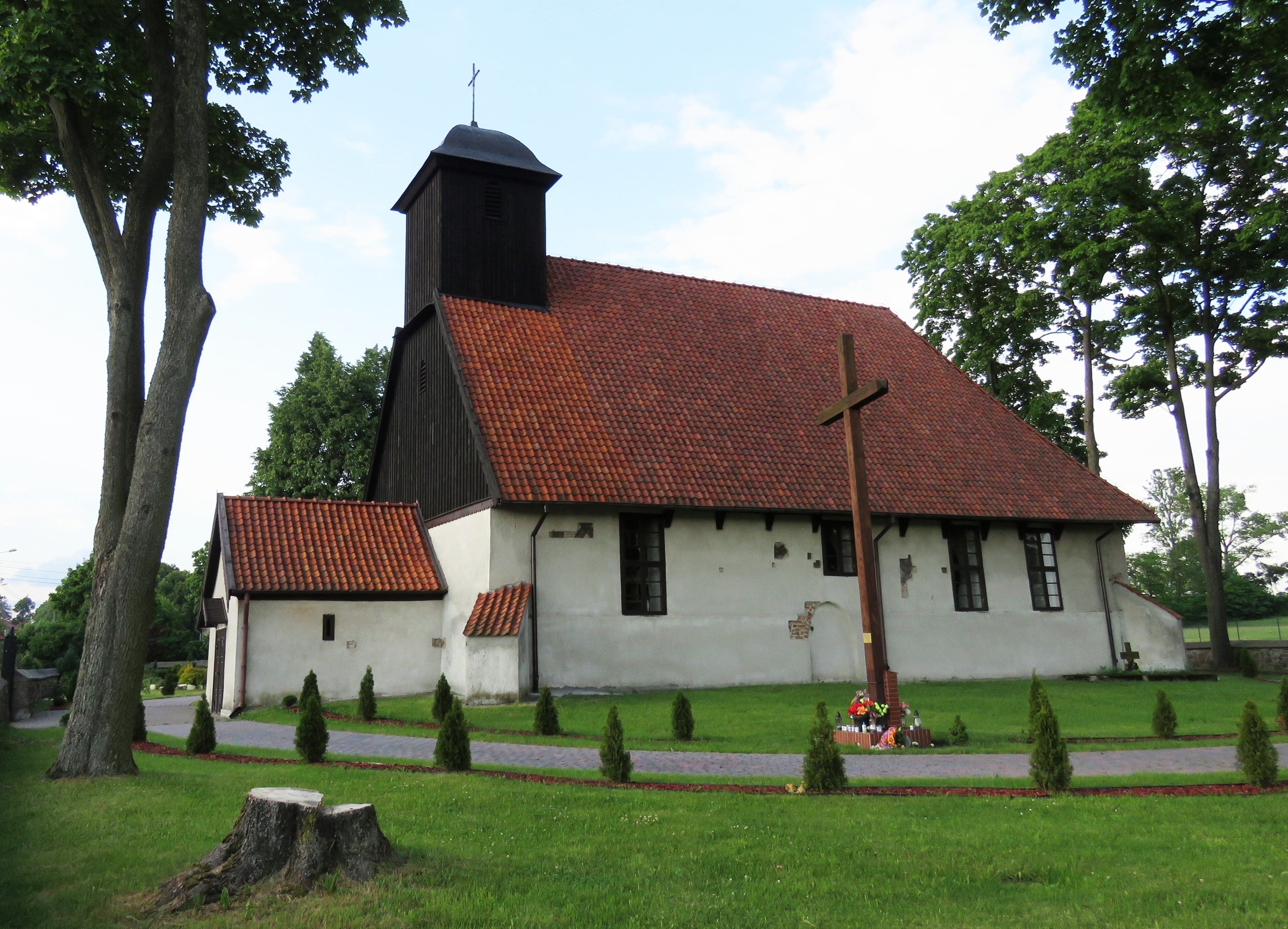
Die früher evangelische, heute römisch-katholische Kirche in Kanigowo

Bereits in der Mitte des 15. Jahrhunderts ist eine Kirche in Kandien bezeugt. Mit Einzug der Reformation in Ostpreußen wurde sie ein evangelisches Gotteshaus. Das Aussehen des damaligen Kirchengebäudes ist nicht bekannt. Zu Beginn des 19. Jahrhunderts wurde dann der heutige Bau errichtet, wobei die Umfassungsmauern des Kirchengrundstücks noch aus dem 15. Jahrhundert stammen. Es handelt sich um einen verputzten Ziegelbau mit einem hölzernen Dachturm auf dem Westgiebel. Bei Übernahme des Gebäudes durch die römisch-katholische Kirche nach 1945 wurden mannigfache Veränderungen am Gebäude vorgenommen und das Gotteshaus den neuen liturgischen Bräuchen anzupassen.

### Kirchengemeinde

#### Evangelisch
Über vierhundert Jahre war die Kandiener Kirche ein evangelisches Gotteshaus. Bis 1809 hatte sie einen eigenen Geistlichen und wurde danach bis 1942 mit der Evangelischen Pfarrkirche Neidenburg vereinigt. Ab 1909 war die dritte Neidenburger Pfarrstelle ausschließlich für die Kirchengemeinde Kandien zuständig, was durch die Errichtung eines Pfarrhauses in Kandien bestätigt wurde. Die Kirchengemeinde Kandien, in der im 18. Jahrhundert auch Gottesdienste auf polnisch gehalten wurden, gehörte zum Kirchenkreis Neidenburg in der Kirchenprovinz Ostpreußen der Kirche der Altpreußischen Union. Flucht und Vertreibung der einheimischen Bevölkerung setzten dem Gemeindeleben in Kandien ein Ende. Die heute hier lebenden wenigen Kirchenglieder gehören zur Heilig-Kreuz-Kirche in Nidzica in der Diözese Masuren der Evangelisch-Augsburgischen Kirche in Polen.

#### Römisch-katholisch
Vor 1945 waren die römisch-katholischen Einwohner Kandiens in die Katholische Pfarrkirche Neidenburg im damaligen Bistum Ermland eingegliedert. Nach 1945 nutzten sie die bisher evangelische Kirche in Kandien als ihr Gotteshaus, und am 1. Juli 1994 wurde dann auch in Kanigowo eine eigene Pfarrei gegründet. Sie ist in das jetzige Erzbistum Ermland integriert und unterhält in Zagrzewo (Sagsau) eine Filialkirche.

## Schule
Bereits 1579 soll Kandien über eine Schule verfügt haben. Damals war sie für alle Kirchspielorte zuständig. 1837 wurde auf Anordnung der Regierung in Königsberg (Preußen) ein neues Schulhaus gebaut, ein „traditioneller Blockbau aus Holzbalken nach dem Gehrsaß-Prinzip mit Strohdach“. Bereits zwanzig Jahre später war das Gebäude zu klein, und es musste 1858 eine Erweiterung vorgenommen werden. 1900 wurde eine zweite Klasse eingerichtet, wobei man einen massiv gebauten Anbau senkrecht zum Hauptgebäude anfügte. Die alte Schule existiert noch heute, auch wenn der ursprüngliche Blockbau jetzt mit senkrechten Brettern verschalt und das Strohdach durch ein Hartdach ersetzt wurde. Auf diese Weise jedoch gehört die Schule in Kandien zu den wenigen original erhaltenen masurischen Schulgebäuden in traditioneller Holzbauweise.

## Verkehr

### Straßen
Kanigowo liegt westlich der in den 2010er Jahren gebauten Schnellstraße 7 (auch E 77), die in Nord-Süd-Richtung durch Polen verläuft. Die für Kanigowo nächste Anschlussstelle ist Nidzica-Południe (Neidenburg Süd). Zahlreiche Nebenstraßen aus der Nachbarregion enden in Kanigowo und stärken somit seine verkehrspolitische Bedeutung.

### Schienen
Die nächste Bahnstation der Polnischen Staatsbahn (PKP) ist Nidzica (Neidenburg) an der Bahnstrecke Działdowo–Olsztyn (Soldau–Allenstein). Die einstige Bahnstrecke Nidzica–Wielbark (Neidenburg–Willenberg) wird nicht mehr befahren.

### Luft
Kanigowo liegt im Einzugsbereich zweier internationaler Flughäfen: dem Flughafen Danzig und dem Flughafen Warschau.